# Бекжанов, Гинаят Рахметуллич
Гинаят Рахметуллич Бекжанов (7 марта 1927, аул № 3, Павлодарский уезд, Казакская АССР, РСФСР — 26 марта 2015, Алма-Ата, Казахстан) — советский и российский и казахстанский геолог, доктор геолого-минералогических наук, профессор, лауреат Государственной премии СССР (1984).

## Биография
Происходит из подрода каржас рода суйиндык племени аргын.
В 1951 г. окончил Казахский горно-металлургический институт. Доктор геолого-минеральных наук, профессор.
- 1951—1961 гг. — старший, затем главный геолог Карагайлинской экспедиции ПГО «Центрказгеология»,
- 1961—1972 гг. — главный геолог и главный инженер Казахского геофизического треста.

С 1972 г. — директор Казахстанского НИИ минерального сырья (КазИМС). С 1987 г. одновременно — генеральный директор научно-производственного объединения «Казрудгеология», в дальнейшем НПО «Казнедра».
Автор более 250 научных работ, в том числе 14 монографий. Являлся главным редактором журнала «Геология и разведка недр Казахстана», членом редколлегии всесоюзного журнала «Советская геология».
После распада СССР был избран президентом Академии минеральных ресурсов республики, первым вице-президентом Международной академии минеральных ресурсов. президентом Национального комитета геологов Казахстана (с 1992 г.).
Скончался 26 марта 2015 года, похоронен на Центральном кладбище Алматы.

## Награды и звания
Награждён орденами Ленина, Трудового Красного Знамени, «Құрмет», медалями СССР и РК, грамотами Верховного Совета КазССР. Удостоен Госпремии СССР и КазССР, заслуженный геолог-разведчик КазССР, лауреат премий им. академиков К. И. Сатпаева и Е. А. Букетова.